# Драган Јовановић Данилов
Драган Јовановић Данилов (Пожега, 7. новембар 1960) српски је песник, есејиста, прозни писац и ликовни критичар. Био је директор Градске библиотеке и Градске галерије у Пожеги.

## Награде
- Бранкова награда, за књигу песама Еухаристија, 1990.
- Награда „Бранко Миљковић”, за књигу Кућа Бахове музике, 1993.
- Награда „Меша Селимовић”, за књигу Живи пергамент, 1994.
- Просветина награда, за књигу поезије Европа под снегом, 1995.
- Паунова награда, за књигу Живи пергамент, 1995.
- Награда „Стеван Пешић”, за књигу Пантокр(е)атор, 1997.
- Награда „Кондир Косовке девојке”, 1998.
- Награда „Оскар Давичо”, за књигу Алкохоли с југа, 2002.
- Награда „Јефимијин вез”, 2002.
- Награда „Змај Огњени Вук”, за књигу Хомер предграђа, 2003.
- Награда „Ристо Ратковић”, за књигу Хомер предграђа, 2003.
- Награда „Србољуб Митић”, за књигу Хомер предграђа, 2003.
- Награда „Златни сунцокрет”, за књигу Гнездо над понором, 2005.
- Змајева награда, за књигу Гнездо над понором, 2006.
- Велика базјашка повеља, 2008.
- Повеља „Свитак”, Пожега, 2008.[1]
- Награда „Златни прстен деспота Стефана Лазаревића”, 2009.
- Награда „Димитрије Митриновић”, за роман Отац ледених брда, 2010.
- Награда „Васко Попа”, за књигу Моја тачна привиђења, 2011.
- Дисова награда, 2012.
- Награда „Лаза Костић”, за роман Таласи београдског мора, 2014.
- Награда „Момо Капор”, за роман Таласи београдског мора, 2015.
- Награда „Ђура Јакшић”, за књигу Ум подивљале реке, 2019.
- Међународна награда за књижевност „Нови Сад”, 2022.[2]
- Premio Accademico Internazionale di Letteratura Contemporanea L.A.Seneca, Италија, 2022.

## Дела

### Поезија
- Јеленак у врту (хаику поезија) 1989
- Еухаристија (1990)
- Енигме ноћи (1991)
- Пентаграм срца (1992)
- Кућа Бахове музике (1993)
- Живи пергамент (1994)
- Европа под снегом (1995)
- Пантокр(е)атор (1997)
- Глава харфе (заједно са Дивном М. Вуксановић, 1998)
- Дубока тишина (избор песама, 1996)
- Алкохоли са југа (1999)
- Квинтни круг (избор песама, 2001)
- Концерт за никог (2001)
- Хомер предграђа (2003)

### Романи
- Алманах пешчаних дина (1996)
- Иконостас на крају света (1998)

### Есеји
- Срце океана (1999)